# Sybra basimaculata
Sybra basimaculata là một loài bọ cánh cứng trong họ Cerambycidae.